# Cresto
Cresto (em latim: Chrestus) é a pessoa que segundo Suetónio, em "Vidas dos Doze Césares", teria incitado judeus a praticarem distúrbios em Roma no período do imperador Cláudio (r. 41–54).
"Os judeus, sublevados constantemente por incitamento de Cresto, foram expulsos de Roma por ele [ Cláudio ]".